# ランペイジ 巨獣大乱闘
『ランペイジ 巨獣大乱闘』（ランペイジ きょじゅうだいらんとう、原題：Rampage）は、2018年制作のアメリカ合衆国のパニック・アクション映画。1986年にアメリカでリリースされたミッドウェイゲームズのアーケードゲーム「RAMPAGE」をベースにした映画。ドウェイン・ジョンソン主演・製作総指揮。

## あらすじ
プロローグ
シカゴの企業エナジン社は宇宙ステーションでCRISPRによるゲノム編集の実験を行っていたが、実験動物のネズミが暴走して宇宙ステーションは破壊され、アトキンズ博士の乗った脱出ポッドも爆発し、遺伝子サンプルが地球に落下する。
落下したサンプルの影響を受けたオオカミやワニが巨大化し、サンディエゴの動物保護地区に保護されていたアルビノ・ゴリラ（ジョージ）も巨大化してしまう。エナジン社はサンプルを回収するためワイオミングの森に民間軍事会社のバークたちを派遣するが、そこで巨大化したオオカミ（ラルフ）に襲われて全滅する。
序盤
元アメリカ陸軍特殊部隊員で霊長類学者のデイビスは、親友であるジョージが突然巨大化・凶暴化したことに驚き彼を助けようとするが、そこにエナジン社の元遺伝子研究者だったケイトが現れて事情を説明する。しかし、ジョージはさらに巨大化して暴れ出したため政府機関に捕まり、2人も拘束されてしまう。
同じころ、エナジン社のワイデン姉弟は動物たちを確保するため、動物たちが引き寄せられる低周波を出してシカゴに誘き出そうとする。低周波を察知したジョージは輸送機の中で暴れ出し、輸送機は墜落するが、デイビスは政府の捜査官ラッセルを助け出し、ケイトと共に脱出に成功する。
デイビスたちは救援に来たアメリカ軍と合流するが、指揮官のブレイク大佐はデイビスの訴えを無視してシカゴに向かうジョージとラルフを攻撃し、撃退に失敗する。デイビスとケイトはジョージを助けるため、解毒剤が保管されているエナジン社に向かう。
中盤
ジョージとラルフはシカゴを襲い、ブレイクは部隊に再び攻撃を命令する。しかし、攻撃は効かず、さらにワニ（リジー）が現れて街を破壊し始めると、彼はMOABによるシカゴ空爆を決定する。
ラッセルから空爆の情報を聞いたデイビスとケイトはエナジン社のラボに侵入して解毒剤を見付けるがワイデン姉弟に見付かり、デイビスは姉弟の姉クレアに撃たれる。クレアは、ケイトを連れ出して屋上に向かい脱出しようとするが、そこにジョージが現れて低周波の発信源であるアンテナを破壊しようと暴れ出す。
駆け付けたデイビスはケイトを助け出し、ジョージを解毒剤で助けてラルフとリジーを倒そうと考える。ケイトは解毒剤をクレアのバッグに忍ばせ、彼女はバッグごとジョージに食べられてしまう。
一方、1階まで逃げて来た弟ブレットは免罪と引き換えに、ラッセルに遺伝子データを渡して脱出するが、直後に瓦礫の下敷きとなる。
終盤
ジョージはラルフ、リジーと共に屋上でアンテナを破壊するが、その影響でエナジン社があるウィリス・タワーが崩壊する。デイビスは正気が戻ったジョージと再会し、空爆の阻止をケイトに依頼してジョージと共にラルフとリジーを倒そうとする。
デイビスとジョージはラルフを倒したリジーと対峙するが、リジーに追い詰められる。しかし、ジョージが重傷を負いながらリジーを倒し、それを見届けたブレイクは空爆を中止する。デイビスとジョージは、駆け付けたケイトとラッセルと共に街を後にする。

## 登場巨獣
本作の巨獣たちが感染した遺伝子サンプルには、エナジン社のゲノム編集により、サメの止まらない成長、シロナガスクジラの高成長率、カブトムシの外骨格、チーターの高速移動、トゲマウスの細胞修復能力が組み込まれており、その影響で急激に巨大化、高い回復能力と生命力を誇る。
さらに、コウモリの反響定位の影響で、エナジン社の低周波電波に反応するようになっており、それを止めるために本来ならば種類・食性が異なるために互いを攻撃し合うはずの3体は、共に低周波の発信源であるシカゴを目指していくこととなった。
体長・体重はシカゴ襲来時のサイズとなる。
ジョージ
演 - ジェイソン・リーズ
体長：約12.1m、体重：9.06トン
本作のもう一人の主人公のアルビノのニシゴリラ。ルワンダ出身の10歳の雄。
故郷で密猟者に母を殺され、自身も捕らえられそうになっていたところを、当時国連の対密猟特別チームに所属していたデイビスに救われた。その後はサンディエゴ野生動物保護区に引き取られ、成長した現在ではシルバーバックとして他のゴリラたちを率いていた。サンディエゴではデイビスに手話を教わり、他のゴリラよりも多くの手話を理解し使いこなすが、悪戯好きな性格の持ち主で、デイビスが冗談で教えた下ネタを好んで使う。
飼育場に墜落したランペイジ計画の遺伝子サンプルの影響で、体長2.1m・体重230㎏から一晩で体長2.7m・体重450㎏に巨大化し、ハイイログマを一撃で撲殺するほどの強さを持つこととなる。空腹と不安から凶暴化して脱走したことでOGAに捕獲されるも、輸送機で輸送中にクレアがエナジン社屋上にて発した低周波の影響を受けて暴れ出し、そのまま輸送機を墜落させ脱走。それから間もなく同様に低周波に引き寄せられていたラルフと合流し、共にシカゴのウィリス・タワーを目指していった。シカゴへ辿り着いた後はラルフと共に攻撃してくる軍隊をことごとく返り討ちにしながらウィリス・タワー屋上へと到達し、低周波を発しているアンテナを破壊しようとするが、デイビスとケイトの策によりクレアごと解毒剤を投与されたことでタワー倒壊後に正気を取り戻す。そして今度は逃げ遅れていたシカゴ市民を守るため、デイビスと共にラルフとリジーに戦いを挑むこととなる。身軽な身のこなしを駆使するラルフと、圧倒的な巨体と防御、攻撃力を持つリジーを前に苦戦を強いられるが、デイビスの危険を顧みない決死のグレネードランチャーでの援護射撃と陽動により、ラルフをリジーに倒させる事に成功した後は、デイビスと連携してリジーに挑むも堅牢な身体と巨体の前には全く歯が立たず、逆にリジーの攻撃により重傷を負うなど追い詰められていくが、デイビスの援護攻撃により攻撃対象をデイビスに変え、自身から気を剃らした隙を突いて、リジーに投げ飛ばされた際に自身に刺さっていた先の尖った鉄骨を左眼に深く突き刺して漸くリジー討伐を成功させた。
製作スタッフによると、通常のゴリラだと体色が黒のため傷が目立ちにくいという事で、アルビノという設定になったらしい。なおジョージのようなアルビノのゴリラは、本作が公開された2018年現在までに確認されているのはバルセロナ動物園で飼育されていたコピート・デ・ニエベのみである。
ラルフ
体高：約14m、体長：約26m、体重：13.8トン
ワイオミング州キャスパー出身のオオカミ。
縄張りに墜落した遺伝子サンプルに感染したことで巨大化・凶暴化し、群れの仲間を皆殺しにした末、エナジン社の命令でサンプル回収に来たバーク率いる傭兵部隊をあっさり返り討ちにした。その後は獲物を求めてサウスダコタ州ブラックヒルズ付近まで移動するも、クレアにより発せられたウィリス・タワー屋上からの低周波に引き寄せられ、途中で同様に引き寄せられていたジョージと合流し、共に軍隊の攻撃ラインを突破してシカゴへ襲来。
巨大化しただけでなく、四肢の間にムササビやモモンガのような皮膜が発達したことで滑空することができ、背中や尾にはヤマアラシのような針毛が生え飛ばすこともできる。凶暴化しながらもまだ同族意識が残っていたのか、シカゴでは吠え掛かってきた犬に対して一声吼えて追い払うだけで済ました。
低周波を発していたウィリス・タワーが倒壊した後は、正気を取り戻したジョージと激突し追い詰めるも、デイビスの陽動作戦によりリジーの方へ突っ込んで首に噛み付かれてしまい、そのまま地面に何度も叩き付けられた挙げ句頭を食い千切られ捕食されるという最期を遂げた。
リジー
体高：約18.5m、体長：約68.5m、体重：150トン
フロリダ州エバーグレーズ国立公園出身の雌のアメリカワニ。
沼に落ちて浮かんでいた遺伝子サンプルを容器ごと飲み込んだことで、爬虫類特有の成長率の高さも相まって3体の中で最大の体格と並の攻撃ではびくともしない強靭な身体、強力な戦闘力と凶暴性を持つこととなった。その後はメキシコ湾に泳ぎ出ていたが、クレアにより発せられたエナジン社の低周波を聞きつけ、水中移動のままシカゴへ転進。それによりエナジン社や軍隊に上陸直前まで気付かれることなくシカゴへ到達、急襲する。
巨大化の他、曲竜類のように背中の鱗や皮骨が発達し、特に尾の先端はドエディクルスのようにトゲが生えた状態で肥大化し強力な棍棒状の武器となっている。さらに本来ワニにはない鰓までもが発達したため水中でも呼吸可能であり、川や海では常に身を隠すように潜行しながら移動する。その他、ヤモリの遺伝子の影響で巨体ながら垂直面での移動も可能とする。
低周波の発信源だったウィリス・タワー倒壊後のジョージやラルフとの三つ巴戦では、ラルフを容易く下し、ジョージとデイビスによるタッグの攻撃をものともせず逆に追い詰めるなど圧倒的な強さを見せつけるが、注意を逸らそうと攻撃してきたデイビスだけを襲っていた隙を突かれ、背後からジョージに左目を鉄骨で刺し貫かれて遂に倒された。

## キャスト
※括弧内は日本語吹替
- デイビス・オコイエ - ドウェイン・ジョンソン（楠大典）
  - 元アメリカ陸軍特殊部隊員で霊長類学者。分け隔てない性格で相手に謎を感じても簡単には否定しない思慮深さを持つ。
- ケイト・コールドウェル博士 - ナオミ・ハリス（本田貴子）
  - エナジン社の元遺伝子研究者。弟がいたが亡くなっている。
- クレア・ワイデン - マリン・アッカーマン（深見梨加）
  - エナジン社のCEO。
- ハーベイ・ラッセル - ジェフリー・ディーン・モーガン（若本規夫）
  - 政府の捜査官。不敵な笑みを浮かべる皮肉屋で敵対者とはいえ相手が死んでも構わない酷薄さを持つが正義感は本物。
- ブレット・ワイデン - ジェイク・レイシー（高木渉）
  - クレアの弟。
- バーク - ジョー・マンガニエロ（三宅健太）
  - 民間軍事会社の人間。
- ケリー・アトキンズ- マーリー・シェルトン（木下紗華）
  - 博士。
- ネルソン - P・J・バーン（石上裕一）
- ブレイク - デミトリアス・グロッセ（英語版）（乃村健次）
  - 大佐。
- コナー - ジャック・クエイド（近藤隆）
  - スタッフ。
- エイミー - ブリアンヌ・ヒル（英語版）（熊谷海麗）
- ザミット - マット・ジェラルド（英語版）（こばたけまさふみ）
  - パイロット。
- パーク - ウィル・ユン・リー（真木駿一）
  - 捜査官。
- ギャリック - ユライア・フェイバー（バトリ勝悟）
  - バークの仲間。
- テイラー - ブルース・ブラックシアー（田所陽向）
  - バークの仲間。
- その他の日本語吹き替え - 高梨愛/藤田曜子/臼木健士朗/下川涼/夏目あり沙

## 製作

### 企画
2009年、ワーナー・ブラザース映画はミッドウェイゲームズから『RAMPAGE』の映画化権を3300万ドルで購入した。本作の製作が正式に始まったのは2011年11月のことであった。2015年6月、ドウェイン・ジョンソンが主役に起用されたとの報道があった。7月、ブラッド・ペイトンが本作の監督に起用されたと報じられた。後にペイトンは「この作品は観客の皆様が想像している以上に、怖くて、臨場感があり、感情を揺さぶる作品になっているはずです」と語っている。また、彼は「（原作ゲームは）物語性がとても少ない。その事実が、僕たち自身の映画を作り、僕たち自身の巨獣を創作し、僕たち自身のテーマを掘り下げていくことを可能にしてくれた」とも語っており、巨大化した動物が街で暴れるという設定と動物の名前以外に原作との共通点はない。ジョンソンによると、ワニのリジーはゴジラからインスパイアされている。2017年4月17日、本作の主要撮影がシカゴで始まった。

### 特殊効果
特殊効果はWETAデジタルが担当している。エフェクト・スーパーバイザーのエリック・ウィンクィストと少数のチームは終盤で破壊されるシカゴの街並みを調べるためにシカゴを訪れ、建築様式と資材を確認した。モーション・カメラでシカゴのダウンタウンをカバーし、最大で1万5,000枚の写真を3Dスキャナで撮影した。また、ビル破壊の参考としてワールド・トレード・センターへのテロ攻撃や北カンタベリー地震の被害状況を学んでいる。WETAデジタルは、モンスターの重量と質量が都市の環境と破壊にどのような影響を与えるかを把握することが必要だった。
WETAデジタルは『キング・コング』『猿の惑星: 創世記』『猿の惑星: 新世紀』『猿の惑星: 聖戦記』で猿のCGを製作した経験があり、ウィンクィストによると「10年以上前よりも短期間」でジョージを製作できたという。モーションキャプチャ指導のテリー・ノタリーは『アベンジャーズ/インフィニティ・ウォー』撮影の合間を見て参加し、ジョージを演じるジェイソン・リーズの指導を行った。一方、モーションキャプチャのいないラルフとリジーは、アニメーターによって描かれている。

## 評価

### 興行収入
当初、本作は2018年4月20日に封切られる予定だったが、後に全米公開日は同年4月13日に前倒しされた。
本作は『Sgt. Stubby: An American Hero』や『トゥルース・オア・デア 〜殺人ゲーム〜』と同じ週に封切られ、公開初週末に3,500万ドルから4,000万ドルを稼ぎ出すと予想されていた。公開初日の興行成績は1,150万ドル（木曜日のプレミア上映時の240万ドルを含む）を記録し、週末の合計は3,450万ドルとなった。観客の人種統計は他のジョンソン出演映画と同様にコーカサス43%、ヒスパニック21%、アフリカ系19%、アジア系14%だった。しかし、公開第2週末の興行成績は前週の41%減の2,100万ドルとなった。
世界市場では41市場で公開され、公開2日間で合計2,540万ドルの興行成績を記録した。中国では公開初日に1,570万ドルの収益を挙げ、ワーナー映画作品の中では史上3番目の好成績を収めた。61か国の合計収益は1億4,860万ドルを記録し、最高額は中国の5,500万ドルであり、次いでイギリス・韓国の570万ドル、メキシコの480万ドル、マレーシアの350万ドルとなっている。公開第2週の興行成績は2億ドルとなり、最大の収益を挙げたのは中国の1億600万ドルであり、中国市場ではワーナー・ブラザース映画史上2番目の記録となる1億2,720万ドルの興行成績を収めた。中国以外の国では、4月末の興行成績はメキシコ（1,150万ドル）、韓国（1,110万ドル）、イギリス（1,100万ドル）、マレーシア（680万ドル）となっている。日本では5月18日に公開され、19日・20日の興行収入は1億4,100万円を記録した。

### 批評
Rotten Tomatoesには204件のレビューが寄せられ、支持率51%、平均評価5.4/10となっており、「『ランペイジ 巨獣大乱闘』は原作ほど面白くはないが、繰り出される大暴れは何も考えずに楽しめるブロックバスターとして観客を満足させるかもしれない」と批評されている。同サイトでは、歴代最高の評価をされたゲーム原作の映画作品となっている。Metacriticでは43件のレビューが寄せられ平均評価45/100となっており、CinemaScoreでは「A-」評価となっている。
バラエティ誌のピーター・ダブローグは肯定的に評価する一方、「しかしながら、可能性の一つとして『ランペイジ 巨獣大乱闘』は観客を知っています。つまり、精巧に作られた超高層ビルの崩壊シーンを観ても現実世界の嫌なトラウマを少しも感じない『トランスフォーマー』のファンと9・11テロ以降に生まれた子供たち……ペイトン監督がCG集約的な作品を作るのは、彼の芸術的ビジョンの欠落を補うためです」と批評している。RogerEbert.comのブライアン・タレリコは2.5/4の星を与えている。シカゴ・トリビューンのマイケル・フィリップスは1.5/4の星を与え、「『ランペイジ 巨獣大乱闘』はドラッグです。私は3回”つまらない”と単語を書きました」と酷評した。

### ノミネート
| 映画賞                       | 部門     | 対象                   | 結果       | 出典   |
| ---------------------------- | -------- | ---------------------- | ---------- | ------ |
| ティーン・チョイス・アワード | SF映画賞 | ランペイジ 巨獣大乱闘  | ノミネート | [ 38 ] |
| ティーン・チョイス・アワード | SF男優賞 | ドウェイン・ジョンソン | ノミネート | [ 38 ] |
| ティーン・チョイス・アワード | SF女優賞 | ナオミ・ハリス         | ノミネート | [ 38 ] |

## 続編の可能性
2018年4月14日、インタビューを受けたペイトンは「映画冒頭に登場するネズミは、Atari Lynx版『Rampage』のラリーがモデルではないか」という質問に対して「私たちは彼にラリーとは名付けなかったが、もし続編があるならネズミにラリーと名付けたいと思っています」と返答している。

## 訴訟問題
2018年3月下旬、ドイツ人映画監督のウーヴェ・ボルは映画のタイトルを変更しない場合、ワーナー・ブラザースに対して訴訟を起こすと主張した。彼は自身が監督した『ザ・テロリストシリーズ』（原題：Rampage）とタイトルが同じため、『ランペイジ 巨獣大乱闘』によって今後の収入に悪影響が出ると指摘している（ただし、タイトル以外に映画の類似点はない）。また、タイトルが同じため「観客が混乱する」と述べた他、『ランペイジ 巨獣大乱闘』について「映画スタジオがアメリカ人を洗脳する典型的なポップコーン馬鹿映画の一つ」と酷評している。

## テレビ放送
| 回数 | テレビ局   | 番組名（放送枠名） | 放送日              | 放送時間      | 放送分数 | 視聴率 | 備考                        |
| ---- | ---------- | ------------------ | ------------------- | ------------- | -------- | ------ | --------------------------- |
| 1    | フジテレビ | 土曜プレミアム     | 2020年2月29日（土） | 21:00 - 23:10 | 130分    | 8.2%   | 地上波初放送 ノーカット放送 |